# 南アフリカ共和国の地方自治体
南アフリカ共和国の地方自治体（みなみアフリカきょうわこくのちほうじちたい、英語: Municipalities of South Africa）。
南アフリカ共和国は、憲法の規定に基づいて州の下に3区分の地方自治組織を設置している。

## 概要
| 広域自治体 | 都市圏（6） 自治体カテゴリーA | 郡（地区自治体）（46） 自治体カテゴリーC |
| 基礎自治体 | 都市圏（6） 自治体カテゴリーA | 地方自治体（231） 自治体カテゴリーB      |

### 都市圏
都市圏 (南アフリカ) を参照。
都市圏は、自治体カテゴリーAに位置づけられており、広域自治体としての役割のほか、基礎自治体としての機能も持つ。

### 郡（地区自治体）
地区自治体 (南アフリカ) を参照。
郡または地区自治体は、自治体カテゴリーCに位置づけられており、基礎自治体を包括する行政区としての機能を持つ。
郡は国定公園や動物保護区などの面積が広大で人口密度が低い地区など、基礎自治体の管轄が不十分な地域の行政を担当している。

### 地方自治体
地方自治体 (南アフリカ) を参照。
地方自治体は、自治体カテゴリーBとして基礎自治体に位置づけられている。